# Robert Luterbacher
Robert Luterbacher (* 8. September 1846 in Grenchen; † 20. Dezember 1912 ebenda, heimatberechtigt in Grenchen) war ein Schweizer Politiker (SP).

## Leben
Robert Luterbacher stammte aus gutbürgerlichem Haus, absolvierte die Kantonsschule Solothurn und anschliessend eine kaufmännische Lehre. Er führte in Grenchen eine florierende Weinhandlung. Trotz diesem Hintergrund trat er der Sozialdemokratischen Partei der Schweiz bei. Er war 1890 Mitbegründer der SP des Kantons Solothurn. Von 1896 bis 1912 gehörte er dem Kantonsrat von Solothurn an. 1899 wurde er als erster Sozialdemokrat Grenchner Gemeindeammann. 
Seine Amtszeit hatte zweischneidigen Charakter. Einerseits erwies er sich – mit gutem finanziellem Hintergrund – als grosszügiger, privater Gönner verschiedener gemeinnütziger Vorhaben der Gemeinde. Anderseits färbte das damalige weltpolitische Zeitalter des Imperialismus offenkundig auch auf Robert Luterbacher ab: Für die damals nur rund 5500 Einwohner zählende Gemeinde liess er um 1908 ein «Hotel de ville» (Stadthaus) errichten, das noch nach heutigen, städtischen Grenchner Massstäben als stolz gelten kann. Dies, obschon in Grenchen seit den 1870er Jahren ein akuter Wunsch nach einem eigenen Spital bestand und man sich diesbezüglich gegenüber dem 10 Kilometer entfernt liegenden Hauptort Solothurn deutlich diskriminiert fühlte.